# CE Principat
Club Esportiu Principat byl andorrský fotbalový klub sídlící v hlavním městě Andorra la Vella. Klub byl založen v roce 1989, v restauraci fanoušků slavného španělského klubu Realu Madrid (Penya Madridista Restaurant Charlie's), pod názvem Club Esportiu Principat. Klub hrál andorrskou nejvyšší soutěž nepřetržitě od jejího založení v roce 1995 až do roku 2014, kdy sestoupil do Segona Divisió.
V sezóně 2014/15, první po sestupu z nejvyšší soutěže, se klub odhlásil ze soutěže po odehrání prvního kola. A-mužstvo bylo následně tímto krokem zrušeno, všechny mládežnické celky hrály své soutěže beze změny. Po skončení ročníku ovšem nebyly přihlášeny do sezóny 2015/16 ani mládežnické celky a klub poté definitivně zanikl.
Své domácí zápasy klub odehrával na stadionu Estadio Comunal de Aixovall s kapacitou 1 800 diváků.

## Získané trofeje
- Primera Divisió ( 3x )
  - 1996/97, 1997/98, 1998/99[4]
- Copa Constitució ( 5x )
  - 1994/95, 1995/96, 1996/97, 1997/98, 1998/99

## Umístění v jednotlivých sezonách
Zdroj:
Legenda: Z - zápasy, V - výhry, R - remízy, P - porážky, VG - vstřelené góly, OG - obdržené góly, +/- - rozdíl skóre, B - body, červené podbarvení - sestup, zelené podbarvení - postup, světle fialové podbarvení - přesun do jiné soutěže
| Sezóny  | Liga                        | Úroveň | Z                                                          | V                                                          | R                                                          | P                                                          | VG                                                         | OG                                                         | B                                                          | +/-                                                        | Pozice |
| ------- | --------------------------- | ------ | ---------------------------------------------------------- | ---------------------------------------------------------- | ---------------------------------------------------------- | ---------------------------------------------------------- | ---------------------------------------------------------- | ---------------------------------------------------------- | ---------------------------------------------------------- | ---------------------------------------------------------- | ------ |
| 1995/96 | Primera Divisió             | 1      | 18                                                         | 14                                                         | 3                                                          | 1                                                          | 85                                                         | 22                                                         | +63                                                        | 45                                                         | 2.     |
| 1996/97 | Primera Divisió             | 1      | 22                                                         | 20                                                         | 1                                                          | 1                                                          | 115                                                        | 12                                                         | +103                                                       | 61                                                         | 1.     |
| 1997/98 | Primera Divisió             | 1      | 20                                                         | 18                                                         | 2                                                          | 0                                                          | 89                                                         | 9                                                          | +80                                                        | 56                                                         | 1.     |
| 1998/99 | Primera Divisió             | 1      | 22                                                         | 20                                                         | 2                                                          | 0                                                          | 110                                                        | 10                                                         | +100                                                       | 62                                                         | 1.     |
| 1999/00 | Primera Divisió             | 1      | 12                                                         | 2                                                          | 0                                                          | 10                                                         | 16                                                         | 41                                                         | -25                                                        | 6                                                          | 6.     |
| 2000/01 | Primera Divisió             | 1      | 14                                                         | 5                                                          | 4                                                          | 5                                                          | 20                                                         | 24                                                         | -4                                                         | 19                                                         | 4.     |
| 2000/01 | Primera Divisió - o titul   | 1      | 6                                                          | 1                                                          | 2                                                          | 3                                                          | 4                                                          | 11                                                         | -7                                                         | 12                                                         | 4.     |
| 2001/02 | Primera Divisió             | 1      | 20                                                         | 6                                                          | 4                                                          | 10                                                         | 32                                                         | 40                                                         | -8                                                         | 22                                                         | 6.     |
| 2002/03 | Primera Divisió             | 1      | 22                                                         | 10                                                         | 5                                                          | 7                                                          | 42                                                         | 32                                                         | +10                                                        | 35                                                         | 6.     |
| 2003/04 | Primera Divisió             | 1      | 20                                                         | 9                                                          | 4                                                          | 7                                                          | 52                                                         | 41                                                         | +11                                                        | 31                                                         | 5.     |
| 2004/05 | Primera Divisió             | 1      | 20                                                         | 6                                                          | 2                                                          | 12                                                         | 23                                                         | 45                                                         | -22                                                        | 20                                                         | 4.     |
| 2005/06 | Primera Divisió             | 1      | 20                                                         | 3                                                          | 2                                                          | 15                                                         | 18                                                         | 55                                                         | -37                                                        | 11                                                         | 7.     |
| 2006/07 | Primera Divisió             | 1      | 20                                                         | 5                                                          | 4                                                          | 11                                                         | 21                                                         | 43                                                         | -22                                                        | 19                                                         | 6.     |
| 2007/08 | Primera Divisió             | 1      | 14                                                         | 5                                                          | 2                                                          | 7                                                          | 20                                                         | 33                                                         | -13                                                        | 17                                                         | 5.     |
| 2007/08 | Primera Divisió - o udržení | 1      | 6                                                          | 4                                                          | 1                                                          | 1                                                          | 33                                                         | 37                                                         | -4                                                         | 30                                                         | 1.     |
| 2008/09 | Primera Divisió             | 1      | 20                                                         | 10                                                         | 1                                                          | 9                                                          | 38                                                         | 47                                                         | -9                                                         | 31                                                         | 3.     |
| 2009/10 | Primera Divisió             | 1      | 20                                                         | 8                                                          | 2                                                          | 10                                                         | 42                                                         | 50                                                         | -8                                                         | 26                                                         | 5.     |
| 2010/11 | Primera Divisió             | 1      | 20                                                         | 8                                                          | 4                                                          | 8                                                          | 49                                                         | 34                                                         | +15                                                        | 28                                                         | 5.     |
| 2011/12 | Primera Divisió             | 1      | 20                                                         | 8                                                          | 3                                                          | 9                                                          | 32                                                         | 32                                                         | 0                                                          | 27                                                         | 5.     |
| 2012/13 | Primera Divisió             | 1      | 20                                                         | 6                                                          | 3                                                          | 11                                                         | 23                                                         | 35                                                         | -12                                                        | 21                                                         | 5.     |
| 2013/14 | Primera Divisió             | 1      | 20                                                         | 1                                                          | 2                                                          | 17                                                         | 8                                                          | 75                                                         | -67                                                        | 5                                                          | 8.     |
| 2014/15 | Segona Divisió              | 2      | Klub se odhlásil v průběhu sezóny, výsledky byly anulovány | Klub se odhlásil v průběhu sezóny, výsledky byly anulovány | Klub se odhlásil v průběhu sezóny, výsledky byly anulovány | Klub se odhlásil v průběhu sezóny, výsledky byly anulovány | Klub se odhlásil v průběhu sezóny, výsledky byly anulovány | Klub se odhlásil v průběhu sezóny, výsledky byly anulovány | Klub se odhlásil v průběhu sezóny, výsledky byly anulovány | Klub se odhlásil v průběhu sezóny, výsledky byly anulovány | 12.    |

## Účast v evropských pohárech
| Ročník  | Soutěž     | Kolo        | Klub             | Doma | Venku | Celkem |
| ------- | ---------- | ----------- | ---------------- | ---- | ----- | ------ |
| 1997/98 | Pohár UEFA | 1. předkolo | Dundee United FC | 0:8  | 0:9   | 0:17   |
| 1998/99 | Pohár UEFA | 1. předkolo | Ferencvárosi TC  | 1:8  | 0:6   | 1:14   |
| 1999/00 | Pohár UEFA | Předkolo    | Viking FK        | 0:11 | 0:7   | 0:18   |